# Rubia tibetica
Rubia tibetica är en måreväxtart som beskrevs av Joseph Dalton Hooker. Rubia tibetica ingår i släktet krappar, och familjen måreväxter. Inga underarter finns listade i Catalogue of Life.